# Йова Павло Васильович
Павло Васильович Йова (21 березня 1915, село Велика Олександрівка, тепер Бориспільського району Київської області — 30 червня 1990, місто Рівне) — український радянський діяч, секретар Станіславського обласного комітету КПУ, ректор Ровенського (Рівненського) державного педагогічного інституту. Кандидат історичних наук, доцент.

## Життєпис
Народився в селянській родині. Після закінчення семирічної школи і короткотермінових педагогічних курсів розпочав трудову діяльність учителем початкової школи.
У 1931—1933 роках перебував на комсомольській роботі в Донбасі, працював в редакції газети «Макеевский рабочий» Донецької області.
У 1933—1938 роках — студент історичного факультету Київського державного університету.
У 1938—1940 роках — викладач історії в Київському річковому технікумі, викладач основ марксизму-ленінізму в Київському театральному інституті.
Член ВКП(б) з 1940 року.
З лютого 1940 року працював на викладацькій роботі в Львівському політехнічному інституті.
У вересні 1940 — червні 1941 року — секретар Львівського обласного комітету ЛКСМУ.
З серпня 1941 до жовтня 1943 року — в Червоній армії, учасник німецько-радянської війни.Служив на політичній роботі в бомбардувальному авіаційному полку 68-ї авіаційної дивізії Південно-Західного фронту та в 1-му запасному авіаційному полку Московського військового округу.
У 1944—1946 роках — секретар Львівського обласного комітету ЛКСМУ; заступник завідувача відділу пропаганди і агітації Львівського обласного комітету КП(б)У та директор заочної Вищої партійної школи у Львові.
У 1946—1948 роках — секретар Львівського міського комітету КП(б)У з пропаганди.
З 1948 до 1951 року навчався в аспірантурі Вищої партійної школи при ЦК ВКП(б).
18 вересня 1951 — листопад 1957 року — секретар Станіславського обласного комітету КПУ з питань ідеології.
У 1957—1968 роках — ректор Ровенського державного педагогічного інституту. Працював доцентом кафедри загальнонаукового факультету Київського державного університету. Був головою правління Ровенського обласного відділення товариства «Знання».
З 1969 по червень 1990 року — завідувач кафедри історії КПРС, доцент кафедри історії КПРС Українського інституту інженерів водного господарства в місті Рівному.

## Звання
- капітан

## Нагороди
- орден Вітчизняної війни ІІ ст. (6.04.1985)
- два ордени «Знак Пошани» (23.01.1948, 15.09.1961)
- ордени
- медаль «За перемогу над Німеччиною у Великій Вітчизняній війні 1941—1945 рр.» (1945)
- медалі